# Кичево (село)
Кичево (болг. Кичево) — село в Болгарии. Находится в Варненской области, входит в общину Аксаково. Население составляет 1 041 человек.

## Политическая ситуация
В местном кметстве Кичево, в состав которого входит Кичево, должность кмета (старосты) исполняет Иванка Маринова (СДС, ДСБ) по результатам выборов правления кметства.
Кмет (мэр) общины Аксаково — Атанас Костадинов Стоилов (коалиция в составе 3 партий: Граждане за европейское развитие Болгарии (ГЕРБ), Национальное движение «Симеон Второй» (НДСВ), Союз демократических сил (СДС)) по результатам выборов в правление общины.

## Известные уроженцы
- Добрев, Иван (1922—2021) — адмирал ВМФ Болгарии, Герой Социалистического Труда
- Павлов, Димитр (1937–2019) – министр обороны Болгарии (1995–1997).